# Чыргакы
Чыргакы (тув. Чыргакы) — село в Дзун-Хемчикского кожууне Республики Тыва. Административный центр и единственный населённый пункт Чыргакынского сумона.

## История
Образована в начале XX века Иннокентием Георгиевичем Сафьяновым как крупная торговая фактория «Чжергак» в Урянхайском крае по реке Хемчик на территории Даа хошуна — нынешнего Дзун-Хемчикского района.

## География
Село находится вблизи слияния рек Улуг-Чыргакы и Аньяк-Чыргакы в р. Чыргакы.
Расстояние до районного центра Чадан: 44 км.
Расстояние до республиканского центра Кызыл 249 км.
Уличная сеть
ул. Ийистерлиг, ул. Малчын, ул. Монгуш Чола, ул. Серге-Байыр
К селу примыкают местечки (населённые пункты без статуса поселения) м. Кожагар, м. Кудуктуг-Хову, м. Ол-Арыг, м. Улуг-Кызыл, м. Улуг-Хову, м. Хову-Аксы, м. Шунмек-ТейУлица.
Ближайшие населенные пункты
Чыраа-Бажы 5 км, Алдан-Маадыр 18 км, Аянгаты (Сарыг-Бель) 18 км, Шеми 20 км, Дон-Терезин 22 км, Ак-Даш 24 км, Бижиктиг-Хая 25 км, Ак-Довурак 28 км, Кызыл-Мажалык 29 км

## Население
| 2002 | 2010 | 2011 | 2012 | 2013 | 2014 | 2015 |
| ---- | ---- | ---- | ---- | ---- | ---- | ---- |
| 850  | ↘794 | ↘790 | ↘767 | ↘764 | ↗768 | ↘763 |
| 2016 | 2017 | 2018 | 2019 | 2020 | 2021 |      |
| ↗778 | ↗788 | ↗799 | ↘794 | ↗795 | ↘615 |      |

## Известные уроженцы, жители
В Чыргакы родился Кожелдей Борбак-оолович Монгуш (1943—1998) — поэт, прозаик.

## Инфраструктура
образование
детсады «Чинчилер», «Хунчугеш»
ШКОЛА ЧЫРГАКИНСКАЯ
сельское хозяйство
Выращивание зерновых и зернобобовых культур — СХК АЛААК ЧЫРГАКЫ
Оптовая торговля мясом, включая субпродукты — СХПК «ЧАЛАМА»
Производство готовых и консервированных продуктов из мяса, мяса птицы, мясных субпродуктов и крови животных — СХПК «ЧЫРГАКЫ»
Разведение овец и коз — СХК ШАНЧЫГ
лесная промышленность
Лесозаготовки — СХПК «ТООРУК»
культура
МБУ СЕЛЬСКИЙ ДК СУМ. ЧЫРГАКЫ
административная деятельность
МУЧ АДМ СП СУМОН ЧЫРГАКЫНСКИЙ.

## Транспорт
Автодорога местного значения.